# Championnat d'Espagne de rugby à XV 2023-2024
Navigation
División de Honor 2022-2023 División de Honor 2024-2025
La saison 2023-2024 de División de Honor est la 57e édition du championnat d'Espagne de rugby à XV de première division, organisé par la Fédération espagnole de rugby.
Le Valladolid Rugby Asociación Club remporte son treizième titre de champion, le septième au cours des huit dernières saisons, en s’imposant en finale face à son rival local, le Club de Rugby El Salvador.

## Format de la compétition
La saison 2022-2023 de la División de Honor réunit 12 équipes. La compétition se divise en deux phases :

### Première phase
Chaque équipe dispute 11 matchs, selon un format à rencontre unique. À l'issue de cette phase :
- les six premiers sont reversés dans le groupe A ;
- les sept suivants forment le groupe B.

### Deuxième phase
Les points de la première phase sont conservés. Les équipes affrontent une fois les autres membres de leur groupe. L’ordre des rencontres est inversé par rapport à la première phase pour les matchs déjà disputés.

### Barème
- 4 points pour une victoire[1] ;
- 2 points pour un match nul[1] ;
- 1 point de bonus offensif pour une équipe marquant 4 essais ou plus[1] ;
- 1 point de bonus défensif en cas de défaite par 7 points ou moins[1].

### Phases finales
Les quarts de finale opposent huit équipes :
- les six équipes du groupe A ;
- les deux meilleures équipes du groupe B (via une phase de repêchage).

Les quarts, demi-finales et finale se jouent à élimination directe.

### Relégation
- L’équipe classée 12e est reléguée en División de Honor B ;
- L’équipe classée 11e dispute un barrage de maintien contre le finaliste perdant de la phase d’accession de la division inférieure.

## Équipes participantes
Douze équipes disputent la saison 2023-2024. Promu en début de saison:  Club Alcobendas Rugby, alors que le Gernika RT et  Club de Rugby La Vila sont rélégués.

### Participants
Depuis la création du championnat, un seul club n'a jamais été relégué : l'UE Santboiana. Le Valladolid Rugby Asociación Club participe également au championnat sans interruption depuis son accession lors de la saison 1992-1993.

Dans la liste détaillée des équipes participantes, les clubs sont classés en fonction de leur classement général au Championnat d'Espagne de la saison précédente.
| Barcelone Complutense Cisneros Aparejadores Burgos La Vila Joiosa Belenos RC Ordizia El Salvador Santboiana VRAC Ciencias Séville Alcobendas CRC Pozuelo |

| Club                             | Classement 2022-2023      | Entraîneur en chef   | Stade                                                 |
| -------------------------------- | ------------------------- | -------------------- | ----------------------------------------------------- |
| Valladolid Rugby Asociación Club | 1er                       | Diego Merino         | Stade Pepe-Rojo, Valladolid]                          |
| CD Aparejadores Burgos           | 2e                        | José Basso           | CS San Amaro (es), Burgos                             |
| Ciencias Séville                 | 3e                        | Tomás Carrió         | La Cartuja, Séville                                   |
| UE Santboiana                    | 4e                        | Sergi Guerrero       | Estadi Baldiri Aleu (es), Sant Boi de Llobregat       |
| FC Barcelone                     | 5e                        | Santiago Monteagudo  | La Teixonera Rugby, Barcelone                         |
| CR El Salvador                   | 6e                        | Juan Carlos Pérez    | Stade Pepe-Rojo, Valladolid                           |
| Complutense Cisneros             | 7e                        | Valentin Telleriarte | Stade national complutense, Madrid                    |
| Ordizia Rugby Elkartea           | 8e                        | Federico Gallo       | Stade d'Altamira, Ordizia                             |
| Belenos Rugby Club (es)          | 9e                        | Felipe Blanco        | Estadio Yago Lamela, Avilés                           |
| Les Abelles                      | 10e                       | Guillermo Ahuir      | Polideportivo de Quatre Carreres, Valence (Espagne)   |
| CRC Pozuelo                      | 11e                       | Miguel Ángel Puerta  | Campo de rugby Valle de las Cañas, Pozuelo de Alarcón |
| Silicius Alcobendas Rugby        | 1re (División de Honor B) | Javier Garrido       | Las Terrazas, Alcobendas                              |

Légende des couleurs et abréviations :
- Tenant du titre
- Promu de División de Honor B

## Résultats et classement
La saison est divisée en plusieurs phases. Lors de la première phase, chaque équipe dispute un match contre chacun des autres clubs.

### Première phase
| Rang | Club                      | J  | V  | N | D | Em | Ee | Bo | Bd | Pm  | Pe  | Diff | Pts |
| ---- | ------------------------- | -- | -- | - | - | -- | -- | -- | -- | --- | --- | ---- | --- |
| 1    | Aparejadores Burgos       | 11 | 10 | 0 | 1 | 61 | 22 | 8  | 1  | 441 | 207 | +234 | 49  |
| 2    | Valladolid RAC T          | 11 | 10 | 0 | 1 | 39 | 9  | 6  | 1  | 315 | 114 | +201 | 47  |
| 3    | Ciencias Séville          | 11 | 6  | 1 | 4 | 39 | 26 | 2  | 4  | 316 | 237 | +79  | 32  |
| 4    | Silicius Alcobendas Rugby | 11 | 6  | 0 | 5 | 35 | 39 | 1  | 3  | 288 | 283 | +5   | 28  |
| 5    | UE Santboiana             | 11 | 6  | 1 | 4 | 33 | 37 | 1  | 1  | 280 | 290 | -10  | 28  |
| 6    | CR El Salvador            | 11 | 5  | 1 | 5 | 33 | 31 | 2  | 0  | 264 | 256 | +8   | 24  |
| 7    | Cisneros                  | 11 | 4  | 0 | 7 | 30 | 37 | 1  | 2  | 270 | 275 | -5   | 19  |
| 8    | FC Barcelone              | 11 | 4  | 0 | 7 | 39 | 46 | 1  | 2  | 285 | 377 | -92  | 19  |
| 9    | Ordizia                   | 11 | 4  | 0 | 7 | 25 | 40 | 0  | 2  | 266 | 338 | -72  | 18  |
| 10   | Les Abelles               | 11 | 4  | 1 | 6 | 27 | 33 | 0  | 0  | 197 | 267 | -70  | 18  |
| 11   | Belenos                   | 11 | 3  | 0 | 8 | 20 | 40 | 1  | 0  | 190 | 335 | -145 | 13  |
| 12   | CRC Pozuelo               | 11 | 2  | 0 | 9 | 30 | 51 | 0  | 4  | 240 | 373 | -133 | 12  |

|  | Qualifiés pour le Groupe A. |
|  | Qualifiés pour le Groupe B. |

### Deuxièmes phases

#### Groupe A
| Rang | Club                      | J  | V  | N | D | Em | Ee | Bo | Bd | Pm  | Pe  | Diff | Pts |
| ---- | ------------------------- | -- | -- | - | - | -- | -- | -- | -- | --- | --- | ---- | --- |
| 1    | Aparejadores Burgos       | 16 | 14 | 0 | 2 | 73 | 30 | 8  | 2  | 551 | 302 | +249 | 66  |
| 2    | Valladolid RAC T          | 15 | 12 | 0 | 3 | 51 | 20 | 6  | 2  | 400 | 205 | +195 | 56  |
| 3    | Ciencias Séville          | 15 | 9  | 1 | 5 | 55 | 31 | 4  | 5  | 435 | 283 | +152 | 47  |
| 4    | CR El Salvador            | 16 | 8  | 1 | 7 | 46 | 42 | 4  | 1  | 372 | 337 | +35  | 39  |
| 5    | Silicius Alcobendas Rugby | 16 | 7  | 0 | 9 | 43 | 53 | 0  | 5  | 367 | 395 | -28  | 33  |
| 6    | UE Santboiana             | 16 | 7  | 1 | 8 | 38 | 54 | 1  | 2  | 338 | 424 | -86  | 33  |

|  | Qualifiés pour la phase finale. |
|  | T : Tenant du titre.            |

#### Groupe B
| Rang | Club                 | J  | V | N | D  | Em | Ee | Bo | Bd | Pm  | Pe  | Diff | Pts |
| ---- | -------------------- | -- | - | - | -- | -- | -- | -- | -- | --- | --- | ---- | --- |
| 1    | Complutense Cisneros | 16 | 8 | 0 | 8  | 52 | 52 | 2  | 3  | 444 | 393 | +51  | 37  |
| 2    | Les Abelles          | 16 | 7 | 1 | 8  | 39 | 45 | 0  | 2  | 304 | 377 | -73  | 32  |
| 3    | Ordizia RE           | 16 | 6 | 0 | 10 | 42 | 52 | 1  | 4  | 392 | 453 | -61  | 29  |
| 4    | CRC Pozuelo          | 16 | 6 | 0 | 10 | 35 | 54 | 1  | 1  | 334 | 451 | -117 | 26  |
| 5    | FC Barcelone         | 16 | 5 | 0 | 11 | 50 | 61 | 1  | 5  | 393 | 510 | -117 | 26  |
| 6    | Belenos RC           | 16 | 4 | 0 | 12 | 44 | 74 | 0  | 5  | 348 | 548 | -200 | 21  |

|  | Qualifiés pour la phase finale.           |
|  | 5e : match d'accession                    |
|  | Relégué en División de Honor B 2024-2025. |
|  | P : Promu 2023.                           |

### Phase finale
Les six premiers au classement du Groupe A et les deux premiers du Groupe B participent à la phase finale. La compétition est remportée par le Valladolid Rugby Asociación Club, au CS San Amaro. 

#### Tableau final 2023-2024
|  | Quarts de finale                       | Quarts de finale                    | Quarts de finale                    | Quarts de finale                    |                |                | Demi-finales                    | Demi-finales                    | Demi-finales                    | Demi-finales                    |  |  | Finale                          | Finale                          | Finale                          | Finale                          |
|  |                                        |                                     |                                     |                                     |                |                |                                 |                                 |                                 |                                 |  |  |                                 |                                 |                                 |                                 |
|  | 21 janvier 2024 à CS San Amaro (es)    | 21 janvier 2024 à CS San Amaro (es) | 21 janvier 2024 à CS San Amaro (es) | 21 janvier 2024 à CS San Amaro (es) |                |                | 19 mai 2024 à CS San Amaro (es) | 19 mai 2024 à CS San Amaro (es) | 19 mai 2024 à CS San Amaro (es) | 19 mai 2024 à CS San Amaro (es) |  |  | 26 mai 2024 à CS San Amaro (es) | 26 mai 2024 à CS San Amaro (es) | 26 mai 2024 à CS San Amaro (es) | 26 mai 2024 à CS San Amaro (es) |
|  | 21 janvier 2024 à CS San Amaro (es)    | 21 janvier 2024 à CS San Amaro (es) | 21 janvier 2024 à CS San Amaro (es) | 21 janvier 2024 à CS San Amaro (es) |                |                | 19 mai 2024 à CS San Amaro (es) | 19 mai 2024 à CS San Amaro (es) | 19 mai 2024 à CS San Amaro (es) | 19 mai 2024 à CS San Amaro (es) |  |  | 26 mai 2024 à CS San Amaro (es) | 26 mai 2024 à CS San Amaro (es) | 26 mai 2024 à CS San Amaro (es) | 26 mai 2024 à CS San Amaro (es) |
|  | Aparejadores                           | Aparejadores                        | 53                                  | 53                                  |                |                | 19 mai 2024 à CS San Amaro (es) | 19 mai 2024 à CS San Amaro (es) | 19 mai 2024 à CS San Amaro (es) | 19 mai 2024 à CS San Amaro (es) |  |  | 26 mai 2024 à CS San Amaro (es) | 26 mai 2024 à CS San Amaro (es) | 26 mai 2024 à CS San Amaro (es) | 26 mai 2024 à CS San Amaro (es) |
|  | Aparejadores                           | Aparejadores                        | 53                                  | 53                                  |                |                | 19 mai 2024 à CS San Amaro (es) | 19 mai 2024 à CS San Amaro (es) | 19 mai 2024 à CS San Amaro (es) | 19 mai 2024 à CS San Amaro (es) |  |  | 26 mai 2024 à CS San Amaro (es) | 26 mai 2024 à CS San Amaro (es) | 26 mai 2024 à CS San Amaro (es) | 26 mai 2024 à CS San Amaro (es) |
|  | Les Abelles                            | Les Abelles                         | 7                                   | 7                                   |                |                | 19 mai 2024 à CS San Amaro (es) | 19 mai 2024 à CS San Amaro (es) | 19 mai 2024 à CS San Amaro (es) | 19 mai 2024 à CS San Amaro (es) |  |  | 26 mai 2024 à CS San Amaro (es) | 26 mai 2024 à CS San Amaro (es) | 26 mai 2024 à CS San Amaro (es) | 26 mai 2024 à CS San Amaro (es) |
|  | Les Abelles                            | Les Abelles                         | 7                                   | 7                                   | Aparejadores   | Aparejadores   | 16                              | 16                              |                                 |                                 |  |  | 26 mai 2024 à CS San Amaro (es) | 26 mai 2024 à CS San Amaro (es) | 26 mai 2024 à CS San Amaro (es) | 26 mai 2024 à CS San Amaro (es) |
|  | 21 janvier 2024 au Stade Pepe-Rojo     |                                     |                                     |                                     | Aparejadores   | Aparejadores   | 16                              | 16                              |                                 |                                 |  |  | 26 mai 2024 à CS San Amaro (es) | 26 mai 2024 à CS San Amaro (es) | 26 mai 2024 à CS San Amaro (es) | 26 mai 2024 à CS San Amaro (es) |
|  |                                        |                                     | CR El Salvador                      | CR El Salvador                      | 12             | 12             |                                 |                                 |                                 |                                 |  |  | 26 mai 2024 à CS San Amaro (es) | 26 mai 2024 à CS San Amaro (es) | 26 mai 2024 à CS San Amaro (es) | 26 mai 2024 à CS San Amaro (es) |
|  | CR El Salvador                         | CR El Salvador                      | CR El Salvador                      | CR El Salvador                      | 12             | 12             | 36                              | 36                              |                                 |                                 |  |  | 26 mai 2024 à CS San Amaro (es) | 26 mai 2024 à CS San Amaro (es) | 26 mai 2024 à CS San Amaro (es) | 26 mai 2024 à CS San Amaro (es) |
|  | CR El Salvador                         | CR El Salvador                      | 19 mai 2024 au Stade Pepe-Rojo      |                                     |                |                | 36                              | 36                              |                                 |                                 |  |  | 26 mai 2024 à CS San Amaro (es) | 26 mai 2024 à CS San Amaro (es) | 26 mai 2024 à CS San Amaro (es) | 26 mai 2024 à CS San Amaro (es) |
|  | Alcobendas                             | Alcobendas                          | 17                                  | 17                                  |                |                |                                 |                                 |                                 |                                 |  |  | 26 mai 2024 à CS San Amaro (es) | 26 mai 2024 à CS San Amaro (es) | 26 mai 2024 à CS San Amaro (es) | 26 mai 2024 à CS San Amaro (es) |
|  | Alcobendas                             | Alcobendas                          | 17                                  | 17                                  | Aparejadores   | Aparejadores   | 19                              | 19                              |                                 |                                 |  |  |                                 |                                 |                                 |                                 |
|  | 21 janvier 2024 au Stade Pepe-Rojo     |                                     |                                     |                                     | Aparejadores   | Aparejadores   | 19                              | 19                              |                                 |                                 |  |  |                                 |                                 |                                 |                                 |
|  |                                        |                                     | Valladolid RAC                      | Valladolid RAC                      | 20             | 20             |                                 |                                 |                                 |                                 |  |  |                                 |                                 |                                 |                                 |
|  | Valladolid RAC                         | Valladolid RAC                      | Valladolid RAC                      | Valladolid RAC                      | 20             | 20             | 30                              | 30                              |                                 |                                 |  |  |                                 |                                 |                                 |                                 |
|  | Valladolid RAC                         | Valladolid RAC                      |                                     |                                     |                |                |                                 |                                 |                                 |                                 |  |  |                                 |                                 |                                 |                                 |
|  | Complutense Cisneros                   | Complutense Cisneros                | 21                                  | 21                                  |                |                |                                 |                                 |                                 |                                 |  |  |                                 |                                 |                                 |                                 |
|  | Complutense Cisneros                   | Complutense Cisneros                | 21                                  | 21                                  | Valladolid RAC | Valladolid RAC | 14                              | 14                              |                                 |                                 |  |  |                                 |                                 |                                 |                                 |
|  | 21 janvier 2024 à La Cartuja (Séville) |                                     |                                     |                                     | Valladolid RAC | Valladolid RAC | 14                              | 14                              |                                 |                                 |  |  |                                 |                                 |                                 |                                 |
|  |                                        |                                     | Ciencias Séville                    | Ciencias Séville                    | 10             | 10             |                                 |                                 |                                 |                                 |  |  |                                 |                                 |                                 |                                 |
|  | Ciencias Séville                       | Ciencias Séville                    | Ciencias Séville                    | Ciencias Séville                    | 10             | 10             | 37                              | 37                              |                                 |                                 |  |  |                                 |                                 |                                 |                                 |
|  | Ciencias Séville                       | Ciencias Séville                    |                                     |                                     |                |                |                                 | 37                              |                                 |                                 |  |  |                                 |                                 |                                 |                                 |
|  | UE Santboiana                          | UE Santboiana                       | 15                                  | 15                                  |                |                |                                 |                                 |                                 |                                 |  |  |                                 |                                 |                                 |                                 |
|  | UE Santboiana                          | UE Santboiana                       | 15                                  | 15                                  |                |                |                                 |                                 |                                 |                                 |  |  |                                 |                                 |                                 |                                 |
|  |                                        |                                     |                                     |                                     |                |                |                                 |                                 |                                 |                                 |  |  |                                 |                                 |                                 |                                 |